# 唐书海
唐书海（？—），男，中国共产党党员，中国人民解放军少将。
曾任职于中国人民解放军总参谋部某通讯总站、战略支援部队某研究所。2023年，任中国人民解放军陕西省军区政治委员、党委书记。2024年5月，任中共陕西省委委员、常委。